# Clytoctantes
Clytoctantes är ett litet fågelsläkte i familjen myrfåglar inom ordningen tättingar. Släktet omfattar endast två arter som förekommer dels i norra Colombia och nordvästra Venezuela, dels i södra Amazonområdet i Brasilien:
- Båtnäbbad myrfågel (C. alixii)
- Rondôniamyrfågel (C. atrogularis)